# Ohilimia
Ohilimia Strand, 1911 è un genere di ragni appartenente alla famiglia Salticidae.

## Caratteristiche
Hanno vari caratteri morfologici in comune coi generi Diolenius e Chalcolecta, da cui se ne distinguono per avere le zampe anteriori più corte.
Le dimensioni variano dalla O. scutellata, di 5-7 millimetri di lunghezza alla O. albomaculata di 7-8 millimetri.
I sessi sono molto simili, i maschi si riconoscono per avere lo scutello più lucido delle femmine. Il cefalotorace è quasi glabro nella O. scutellata; fittamente ricoperto di peli nell'altra specie.

## Etologia
Questi ragni hanno una posa caratteristica del primo paio di zampe: somigliano alla posa che assumono le zampe della mantide. Inoltre le muovono all'indietro come a mimare il volo retrogrado di una Mosca.

## Habitat
Sono animali che prediligono la foresta pluviale e la loro distribuzione fa pensare che in passato queste terre abbiano avuto dei ponti di terra che ne hanno agevolato la diffusione.

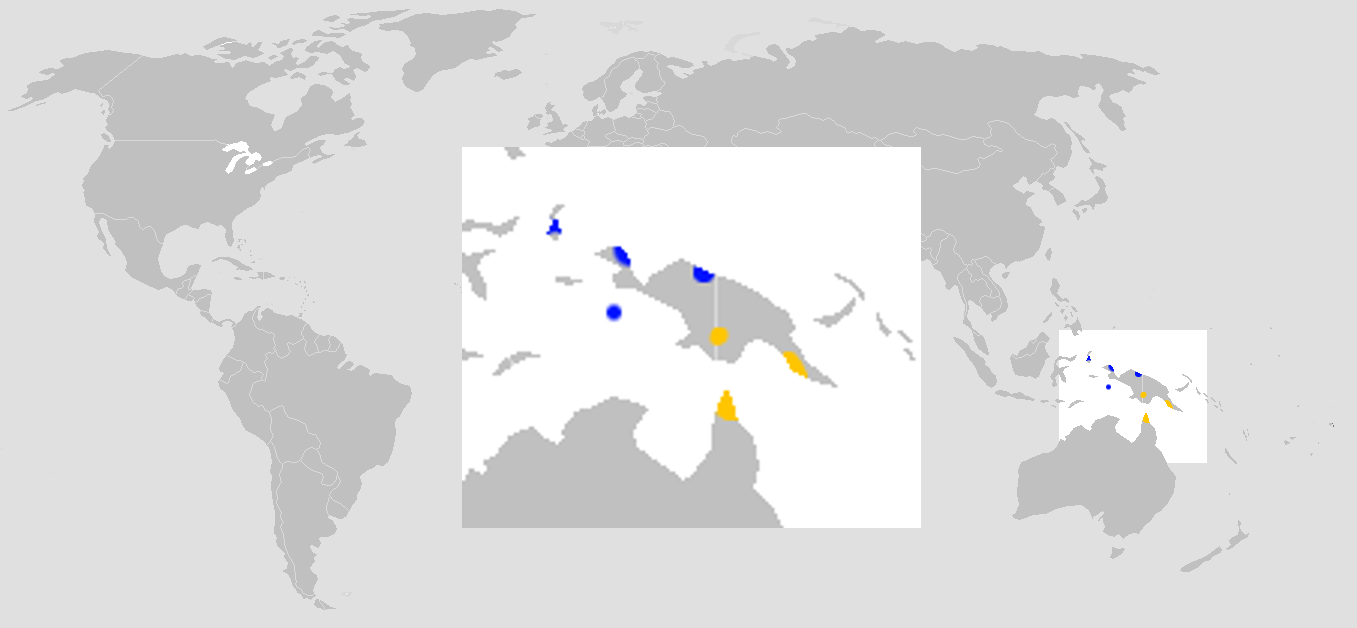
Distribuzione delle specie del genere Ohilimia: in blu Ohilimia albomaculata e in arancione Ohilimia scutellata

## Distribuzione
Le due specie note di questo genere sono diffuse in Nuova Guinea, nell'Arcipelago delle Molucche e nel Queensland.

## Tassonomia
Questo genere è stato rimosso dalla sinonimia con Ligonipes in seguito ad uno studio dell'aracnologa Gardzinska del 2006, in contrapposizione ad un precedente studio dell'aracnologo Zabka del 1988 che faceva rientrare queste due specie in Discocnemius.
A maggio 2010, si compone di due specie:
- Ohilimia albomaculata (Thorell, 1881)[3] — Arcipelago delle Molucche, Nuova Guinea
- Ohilimia scutellata (Kritscher, 1959) — Nuova Guinea, Queensland